# Johannes Peckham

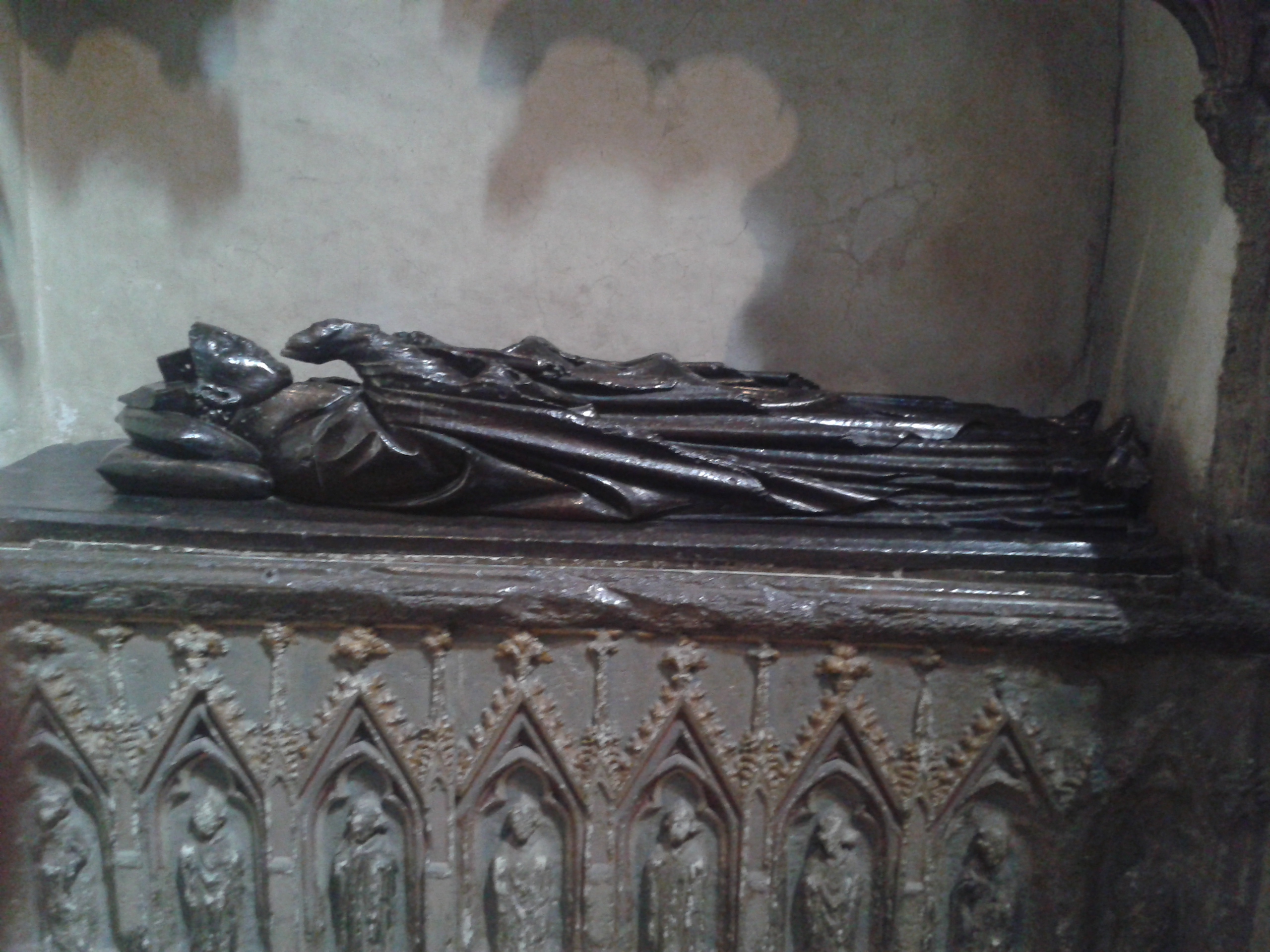
Grabmal von John Peckham in der Canterbury Cathedral

John Peckham, auch Johannes Pecham, latinisiert auch Ioannes de Pecham und Johannes Pechamus usw., OFM (* um 1220/1225 in Patcham, Sussex; † 8. Dezember 1292 in Mortlake Manor, Surrey) war ein englischer Theologe (Doctor ingeniosus), Hochschullehrer, theologisch-philosophischer Schriftsteller und Erzbischof von Canterbury.

## Leben
Peckham studierte an der Sorbonne in Paris und in Oxford und trat um 1250 in den Franziskanerorden ein. 1257 bis 1259 studierte er Theologie in Paris, wo er 1269 promoviert wurde. Danach war er für etwa zwei Jahre (1269–1271) Rektor der Pariser Universität. 1275 wurde er Ordensprovinzial in England.
1279 wurde er als Nachfolger von Robert Kilwardby zum Erzbischof von Canterbury ernannt und zum englischen Primas gewählt.
Peckham schrieb Bücher über Zahlen (Tractatus de numeris) und Optik (Tractatus de perspectiva, entstanden wahrscheinlich zwischen 1269 und 1277, Perspectiva communis, um 1278, bis 1665 11 Auflagen). In der Optik behandelt er u. a. die Brechung in Linsen, den Regenbogen und die Perspektive und folgt im Wesentlichen al-Haitham. Seine Perspectiva communis galt im Mittelalter als Standardwerk zur Optik. Auch darüber hinaus war Peckhams Werk noch Gegenstand universitärer Ausbildung. So wurden in Würzburg noch Ende des 16. Jahrhunderts Vorlesungen über die Perspectiva communis abgehalten. Von Peckham stammt der lateinische, später auch ins Deutsche übersetzte Corpus-Christi-Hymnus Ave vivens hostia.
Im Buch Perspectiva communis finden sich neben bahnbrechenden Theorien zur Optik auch interessante Illustrationen. Diese zeigen schemenhaft, wie das Auge sieht. Seine Darstellungen sind besonders interessant, da Peckham eine sehr naturnahe Zeichnung gelungen ist und weil er bereits einen frühen Versuch der Perspektive unternimmt. Sein Auge zeigt gleichzeitig die Vorderseite mit Iris und Pupille sowie das Innere des Auges bestehend aus Netzhaut und Lederhaut. Vom Inneren des Auges geht außerdem der Sehnerv weg, welcher den Versuch der Perspektive überhaupt ermöglicht. „Spezien“ oder Strahlen fallen vom erblickten Objekt auf die konvexe sphärische Oberfläche des Auges bei der Pupille, die den ersten Kreis auf der linken Seite bildet, und bewegen sich dann durch die drei Kammern des Auges und entlang des Sehnervs nach rechts.
Peckham, der bis 1279 an der päpstlichen Universität lehrte, wurde unter anderem von Leonardo da Vinci, Lorenzo Ghiberti, Witello und Roger Bacon zitiert.
Peckham wird dem mittelalterlichen Augustinismus zugerechnet. In Paris war Peckham ein ,konservativer‘ Gegenspieler von Thomas von Aquin und stritt mit diesem unter anderem 1270 um die Frage, ob beim Menschen die geistige Seele das einzige Lebensprinzip ist (was Peckham gegen Thomas verneinte). In die Zeit seines Rektorates fiel die Verurteilung von 13 averroistischen Irrtümern (10. Dezember 1270) durch den Pariser Erzbischof Étienne Tempier (siehe Siger von Brabant). Vom 10. November 1284 datiert ein Brief des Johannes Peckhams, in dem er über Siger von Brabant und Boetius von Dacien mit Befriedigung vermerkt, dass die beiden in Italien ein jämmerliches Ende gefunden hätten.